# Шанель (альбом)
«Шанель» — девятый номерной альбом Ирины Круг, изданный компанией «United Music Group» в 2013 году. Альбом состоит из 11 треков различных авторских союзов.

## Общая информация
Песня «Шанель» была удостоена премии «Шансон Года» в 2016 году.
В альбом также вошли композиции "Ключики", "Ты моя вселенная", "Цветы без повода", "Молчи печаль" в исполнении Ирины Круг, которые стали популярными среди зрительской аудитории.
Этот альбом выпущен в жанре женского шансона. Сама Ирина музыку не пишет, но замечательно исполняет произведения Игоря Азарова, Аркадия Укупника, Михаила Танича, Михаила Гуцериева и других композиторов и поэтов.
Песня «Прости меня» напоминает эстраду 80-х: эту композицию в свое время исполняли Ирина Понаровская и Лариса Долина — Ирина вполне достойно выполнила миссию солиста.

## Мнение об альбоме
Михаил Дюков. «Ирина Круг - "Шанель"», 2013 г.:

Теперь ее тематика – это эстрадная лирика, с нотками шансонных мотивов, но не более, блатняк она не пела и петь никогда не будет – это ее не ее репертуар, это понятно, поэтому, повторюсь, Ирина Круг нашла свою нишу….
— 2013

## Список композиций
| №                   | Название                    | Автор(ы)                                            | Длительность |
| ------------------- | --------------------------- | --------------------------------------------------- | ------------ |
| 1.                  | «А он успел»                | слова - Ирина Круг                                  | 3:36         |
| 2.                  | «Ключики»                   | музыка - Наталья Топчий, слова - Юлия Старостина    | 3:18         |
| 3.                  | «Шанель»                    | музыка - Дмитрий Дубинский, слова - Михаил Гуцериев | 3:22         |
| 4.                  | «Ты, моя вселенная»         | слова - Ирина Круг                                  | 3:50         |
| 5.                  | «Я его дождусь»             |                                                     | 3:57         |
| 6.                  | «Прости меня»               | музыка - Аркадий Укупник, слова - Михаил Танич      | 3:49         |
| 7.                  | «На чужой беде»             | слова - Ирина Круг                                  | 3:35         |
| 8.                  | «Цветы без поводов»         | слова - Ирина Круг                                  | 3:34         |
| 9.                  | «Снег»                      |                                                     | 3:09         |
| 10.                 | «День, в котором нету тебя» |                                                     | 3:35         |
| 11.                 | «Молчи, печаль»             |                                                     | 3:43         |
| Общая длительность: | Общая длительность:         | Общая длительность:                                 | 39:29        |

## Награды и номинации
| Год  | Награда     | Номинированная работа | Результат |
| ---- | ----------- | --------------------- | --------- |
| 2016 | Шансон года | «Шанель»              | Победа    |